# Atletiek op de Gemenebestspelen 2006
Atletiek  is een van de olympische sporten die werden beoefend tijdens de Gemenebestspelen 2006.
De 53 atletiekonderdelen werden van 19 tot en met 25 maart gehouden. Er waren 24 onderdelen bij de mannen, 23 bij de vrouwen en 6 onderdelen voor gehandicapte sporters (3 bij de mannen, 3 bij de vrouwen).

## Medailles

### Medaillewinnaars

#### Mannen
| Discipline           | Goud | Goud                                                        | Zilver | Zilver                                                        | Brons | Brons                                                           |
| -------------------- | ---- | ----------------------------------------------------------- | ------ | ------------------------------------------------------------- | ----- | --------------------------------------------------------------- |
| 100 m                | JAM  | Asafa Powell                                                | NGR    | Olusoji Fasuba                                                | TRI   | Marc Burns                                                      |
| 200 m                | JAM  | Omar Brown                                                  | MRI    | Stéphan Buckland                                              | JAM   | Chris Williams                                                  |
| 400 m                | AUS  | John Steffensen                                             | GRN    | Alleyne Francique                                             | JAM   | Jermaine Gonzales                                               |
| 800 m                | KEN  | Alex Kipchirchir Rono                                       | CAN    | Achraf Tadili                                                 | KEN   | John Litei Nkamasiai                                            |
| 1500 m               | NZL  | Nicholas Willis                                             | CAN    | Nathan Brannen                                                | AUS   | Mark Fountain                                                   |
| 5000 m               | KEN  | Augustine Choge                                             | AUS    | Craig Mottram                                                 | KEN   | Benjamin Limo                                                   |
| 10.000 m             | UGA  | Boniface Kiprop Toroitich                                   | KEN    | Geoffrey Kipngeno                                             | TAN   | Fabiano Joseph Naasi                                            |
| 100 m horden         | JAM  | Maurice Wignall                                             | SCO    | Chris Baillie                                                 | ENG   | Andy Turner                                                     |
| 400 m horden         | RSA  | L.J. van Zyl                                                | RSA    | Alwyn Myburgh                                                 | JAM   | Kemel Thompson                                                  |
| 3000 m steeplechase  | KEN  | Ezekiel Kemboi                                              | KEN    | Wesley Kiprotich Koech                                        | KEN   | Reuben Kosgei Seroney                                           |
| 4x 100 m             | JAM  | Michael Frater Ainsley Waugh Asafa Powell Chris Williams    | RSA    | Leigh Julius Lee-Roy Newton Snyman Prinsloo Sherwin Vries     | CAN   | Charles Allen Anson Henry Emanuel Parris Nathan Taylor          |
| 4x 400 m             | AUS  | Clinton Hill Mark Ormrod Christopher Troode John Steffensen | RSA    | Paul Gorries Jan van der Merwe Ignitius Mogawane L.J. van Zyl | JAM   | Davian Clarke Lansford Davies Lansford Spence Jermaine Gonzales |
| Marathon             | TAN  | Samson Ramadhani Nyonyi                                     | KEN    | Fred Mogaka Tumbo                                             | ENG   | Dan Robinson                                                    |
| 20 km snelwandelen   | AUS  | Nathan Deakes                                               | AUS    | Luke Adams                                                    | AUS   | Jared Tallent                                                   |
| 50 km snelwandelen   | AUS  | Nathan Deakes                                               | NZL    | Tony Sargisson                                                | AUS   | Christopher Erickson                                            |
| Hoogspringen         | CAN  | Mark Boswell                                                | ENG    | Martyn Bernard                                                | CYP   | Kyriakos Ioannou                                                |
| Polsstokhoogspringen | AUS  | Steven Hooker                                               | AUS    | Dmitri Markov                                                 | ENG   | Steven Lewis                                                    |
| Verspringen          | GHA  | Ignisious Gaisah                                            | BOT    | Gable Garenamotse                                             | AUS   | Fabrice Lapierre                                                |
| Hink-stap-sprong     | ENG  | Phillips Idowu                                              | RSA    | Khotso Mokoena                                                | AUS   | Alwyn Jones                                                     |
| Kogelstoten          | RSA  | Janus Robberts                                              | JAM    | Dorian Scott                                                  | AUS   | Scott Martin                                                    |
| Discuswerpen         | AUS  | Scott Martin                                                | CAN    | Jason Tunks                                                   | CAN   | Dariusz Slowik                                                  |
| Kogelslingeren       | AUS  | Stuart Rendell                                              | CAN    | James Steacy                                                  | RSA   | Christiaan Harmse                                               |
| Speerwerpen          | ENG  | Nicholas Nieland                                            | AUS    | William Hamlyn Harris                                         | AUS   | Oliver Dziubak                                                  |
| Tienkamp             | ENG  | Dean Macey                                                  | JAM    | Maurice Smith                                                 | AUS   | Jason Dudley                                                    |

#### Vrouwen
| Discipline           | Goud | Goud                                                          | Zilver | Zilver                                                  | Brons   | Brons                                                              |
| -------------------- | ---- | ------------------------------------------------------------- | ------ | ------------------------------------------------------- | ------- | ------------------------------------------------------------------ |
| 100 m                | JAM  | Sheri-Ann Brooks                                              | RSA    | Geraldine Pillay                                        | CMR     | Delphine Atangana                                                  |
| 200 m                | JAM  | Sherone Simpson                                               | JAM    | Veronica Campbell                                       | RSA     | Geraldine Pillay                                                   |
| 400 m                | ENG  | Christine Ohuruogu                                            | BAH    | Tonique Williams-Darling                                | JAM     | Novlene Williams                                                   |
| 800 m                | KEN  | Janeth Jepkosgei                                              | JAM    | Kenia Sinclair                                          | MOZ     | Maria de Lurdes Mutola                                             |
| 1500 m               | ENG  | Lisa Dobriskey                                                | AUS    | Sarah Jamieson                                          | WAL     | Hayley Tullett                                                     |
| 5000 m               | KEN  | Isabella Ochichi                                              | ENG    | Joanne Pavey                                            | KEN     | Lucy Wangui                                                        |
| 10.000 m             | KEN  | Lucy Kabuu                                                    | KEN    | Evelyne Wambui Nganga                                   | ENG     | Mara Yamauchi                                                      |
| 100 m horden         | JAM  | Brigitte Foster-Hylton                                        | CAN    | Angela Whyte                                            | JAM     | Delloreen Ennis-London                                             |
| 400 m horden         | AUS  | Jana Pittman                                                  | ENG    | Natasha Danvers Smith                                   | SCO     | Lee McConnell                                                      |
| 3000 m steeplechase  | UGA  | Dorcus Inzikuru                                               | AUS    | Melissa Rollison                                        | AUS     | Donna McFarlane                                                    |
| 4x 100 m             | JAM  | Daniele Browning Peta Dowdie Sheri-Ann Brooks Sherone Simpson | ENG    | Emma Ania Anyika Onuora Laura Turner Kimberly Wall      | AUS     | Crystal Attenborough Lauren Hewitt Melanie Kleeberg Sally McLellan |
| 4x 400 m             | AUS  | Rosemary Hayward Tamsyn Lewis Caitlin Willis Jana Pittman     | IND    | Manjeet Kaur Rajwinder Kaur Pinki Pramanik Chitra Soman | NGR     | Folashade Abugan Kudirat Akhigbe Christiana Epukhon Joy Eze        |
| Marathon             | AUS  | Kerryn McCann                                                 | KEN    | Helen Cherono Koskei                                    | ENG     | Liz Yelling                                                        |
| 20 km snelwandelen   | AUS  | Jane Saville                                                  | AUS    | Natalie Saville                                         | AUS     | Cheryl Webb                                                        |
| Hoogspringen         | RSA  | Anika Smith                                                   | WAL    | Julie Crane                                             | JAM NZL | Karen Beautle Angela McKee                                         |
| Polsstokhoogspringen | AUS  | Kym Howe                                                      | AUS    | Tatiana Grigorieva                                      | CAN     | Stephanie McCann                                                   |
| Verspringen          | AUS  | Bronwyn Thompson                                              | AUS    | Kerrie Taurima                                          | SEY     | Celine Laporte                                                     |
| Hink-stap-sprong     | JAM  | Trecia Smith                                                  | NGR    | Otonye Iworima                                          | ENG     | Nadia Williams                                                     |
| Kogelstoten          | NZL  | Valerie Vili                                                  | NGR    | Vivian Chukwuemeka                                      | TRI     | Cleopatra Borel-Brown                                              |
| Discuswerpen         | RSA  | Elizna Naude                                                  | IND    | Seema Antil                                             | AUS     | Dani Samuels                                                       |
| Kogelslingeren       | AUS  | Brooke Krueger                                                | CAN    | Jennifer Joyce                                          | ENG     | Lorraine Shaw                                                      |
| Speerwerpen          | RSA  | Sunette Viljoen                                               | BAH    | Laverne Eve                                             | JAM     | Olivia McKoy                                                       |
| Zevenkamp            | ENG  | Kelly Sotherton                                               | AUS    | Kylie Wheeler                                           | ENG     | Jessica Ennis                                                      |

#### Onderdelen voor gehandicapten
| Discipline                 | Goud | Goud               | Zilver | Zilver             | Brons | Brons                    |
| -------------------------- | ---- | ------------------ | ------ | ------------------ | ----- | ------------------------ |
| 100 m T12 (m)              | NGR  | Adekunle Adesoji   | RSA    | Hilton Langenhoven | NGR   | Eriyo Etinosa            |
| 200 m T46 (m)              | AUS  | Francis Heath      | RSA    | David Roos         | NGR   | Vitalis Lanshima         |
| Discuswerpen (zittend) (m) | JAM  | Tanto Campbell     | CAN    | Jacques Martin     | IND   | Ranjith Kumar Jayaseelan |
|                            |      |                    |        |                    |       |                          |
| 100 m T37 (v)              | AUS  | Elizabeth McIntosh | AUS    | Katrina Webb       | WAL   | Beverley Jones           |
| 800 m (rolstoel) T54 (v)   | CAN  | Chantal Petitclerc | AUS    | Eliza Stankovic    | CAN   | Diane Roy                |
| Kogelstoten (zittend) (v)  | NGR  | Njideka Iyiazi     | NGR    | Virginia Ohagwu    | AUS   | Asti Poole               |

### Medailleklassement
|        | Land               | Goud | Zilver | Brons | Totaal |
| ------ | ------------------ | ---- | ------ | ----- | ------ |
| 1      | Australië          | 16   | 12     | 13    | 41     |
| 2      | Jamaica            | 10   | 4      | 8     | 22     |
| 3      | Kenia              | 6    | 5      | 4     | 15     |
| 4      | Engeland           | 6    | 4      | 8     | 18     |
| 5      | Zuid-Afrika        | 5    | 7      | 2     | 14     |
| 6      | Canada             | 2    | 7      | 4     | 13     |
| 7      | Nigeria            | 2    | 4      | 3     | 9      |
| 8      | Nieuw-Zeeland      | 2    | 1      | 1     | 4      |
| 9      | Oeganda            | 2    | 0      | 0     | 2      |
| 10     | Tanzania           | 1    | 0      | 1     | 2      |
| 11     | Ghana              | 1    | 0      | 0     | 1      |
| 12     | India              | 0    | 2      | 1     | 3      |
| 13     | Bahama's           | 0    | 2      | 0     | 2      |
| 14     | Wales              | 0    | 1      | 2     | 3      |
| 15     | Schotland          | 0    | 1      | 1     | 2      |
| 16     | Botswana           | 0    | 1      | 0     | 1      |
| 16     | Grenada            | 0    | 1      | 0     | 1      |
| 16     | Mauritius          | 0    | 1      | 0     | 1      |
| 19     | Trinidad en Tobago | 0    | 0      | 2     | 2      |
| 20     | Kameroen           | 0    | 0      | 1     | 1      |
| 20     | Cyprus             | 0    | 0      | 1     | 1      |
| 20     | Mozambique         | 0    | 0      | 1     | 1      |
| 20     | Seychellen         | 0    | 0      | 1     | 1      |
| Totaal | Totaal             | 53   | 53     | 54    | 160    |

Atletiek · Badminton · Basketbal · Boksen · Bowls · Gewichtheffen · Hockey · Mountainbike · Netball · Ritmische gymnastiek · Rugby Sevens · Schietsport · Schoonspringen · Squash · Synchroonzwemmen · Tafeltennis · Triatlon · Turnen · Wielersport (baan · weg) · Zwemmen